# Enrique Trozo

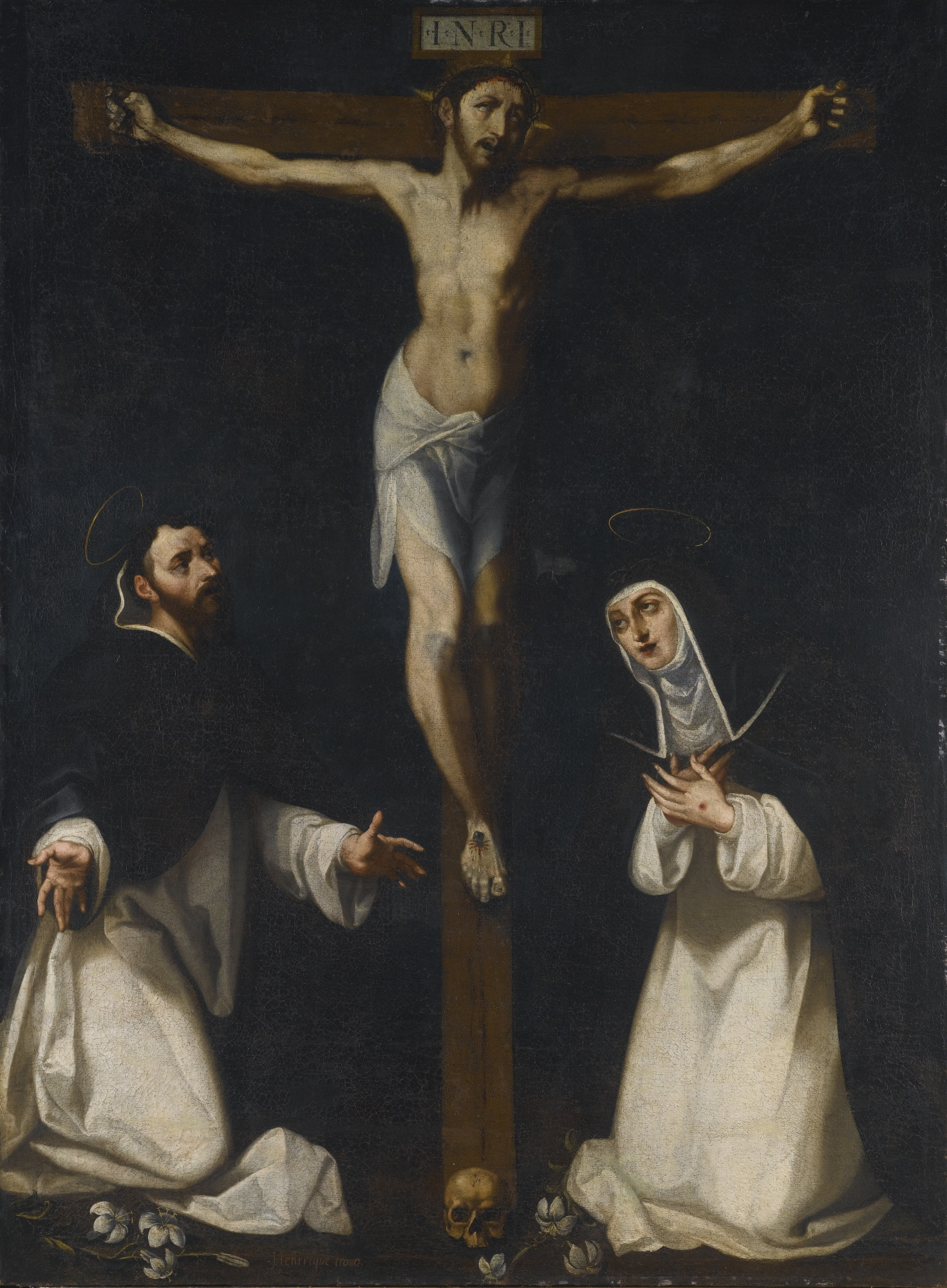
La Crucifixión con santo Domingo de Guzmán y santa Catalina de Siena, firmado al pie de Santo Domingo «Henrrique trozo.», óleo sobre lienzo, 144 x 107 cm. Antes en colección Fórum Filatélico. Subastado en Sotheby's, Londres, 29 de abril de 2015.

Enrique Trozo (f. 1580-1629) fue un pintor de origen flamenco activo en Valladolid.

## Biografía y obra
Hijo de un pintor flamenco de su mismo nombre, debió de nacer hacia 1580 pues en 1610, al testificar en un pleito entre el escultor Pedro de la Cuadra y Fabio Nelli, declaró tener treinta años. Consta documentalmente que el padre, Enrique Trozo el Mayor o el Viejo, residía en Valladolid al menos desde 1583, año en que salió fiador del sastre también flamenco Enrique Beres, y había fallecido en 1614 cuando el hijo renovó unos censos sobre la casa que el padre tenía alquilada, diciéndose su heredero universal. Al padre corresponderá el retrato de Bartolomé de la Plaza, primer obispo de Valladolid, firmado «Henrrique trozo fecit», pintado posiblemente el mismo año de la muerte del prelado, en 1600. Conservado en la catedral vallisoletana, donde encabeza la serie de retratos de obispos de la diócesis cuyo modelo siguen, permite apreciar las buenas cualidades de su autor para el retrato.
Situado al frente de un activo taller local —consta que en 1622 recibió en él a un aprendiz llamado Juan Pacheco— Trozo el Joven diversificó su labor entre la pintura de historia y el dorado y policromado de retablos. En enero de 1613 se concertó con Agustín de la Rúa, vecino de Medina del Campo, para pintarle cuarenta y siete cuadros, cuyos asuntos, según se estipulaba, serían doce retratos de emperadores romanos, veinticuatro cabezas, un Crucificado, una Santa Cecilia, dos floreros, una serie de las cuatro estaciones del año y tres no especificados. El 22 de marzo de 1616 contrató el trabajo de pintura de la capilla de Santa Ana en la colegiata de San Miguel de Ampudia (Palencia), incluyendo en el contrato, al que días después se sumó Francisco Martínez, la pintura de la bóveda, con intrincada labor decorativa y el policromado de las imágenes y de los relieves de Vasco de la Zarza.  Finalmente y en lo que es la última noticia documental conocida, en 1629 se obligó a pintar diez retratos para Cristóbal Santisteban, posiblemente para su reventa como lo serían los cuarenta y seis encargados por Agustín de la Rúa.